# Drückjagd

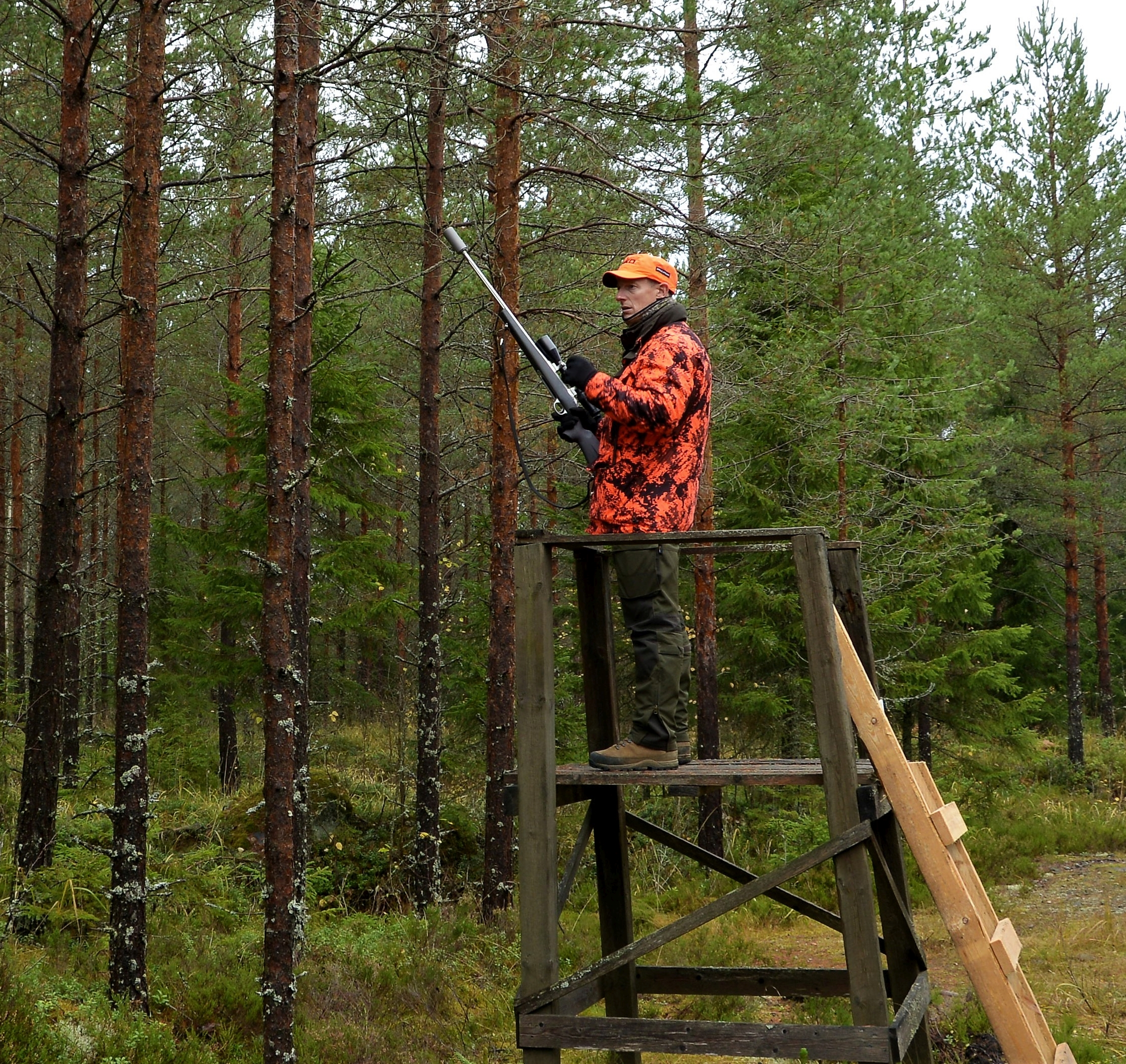
Schütze auf Drückjagdbock

Als Drückjagd, im Gebirge aufgrund der abgeriegelten Zwangswechsel des Wildes auch Riegeljagd, bezeichnet man eine Form der Treibjagd, bei der Wild gedrückt, d. h. von Treibern und zumeist auch von Jagdhunden veranlasst wird, diesen auszuweichen und sich langsam in Richtung der vorher aufgestellten Jäger zu bewegen. Bei Drückjagden wird versucht, das Wild bewusst langsam aus seinen Einständen (etwa aus Dickungen, Brombeerverhauen, Schilfgürteln etc.) heraus und in Bewegung zu bringen, um einen sicheren Schuss zu ermöglichen.
Bei Drückjagden werden in der Regel bis zu mehrere Dutzend Schützen sowie Treiber und Hundeführer eingesetzt. Bei großen Drückjagden, die sich über mehrere Jagdreviere ziehen, wie etwa im Staatsforst und Großprivatwald, kann die Zahl der Beteiligten auch mehrere Hundert erreichen. Ist das Jagdgebiet zu groß, um es „am Stück“ zu bejagen, wird es in mehreren als Treiben bezeichneten Teilgebieten nacheinander bejagt. Drückjagden finden fast ausschließlich im Winterhalbjahr und nur bei Tageslicht statt.
In Abgrenzung von Drückjagden, die auf Schalenwild wie etwa Reh und Wildschwein und hauptsächlich im Wald ausgeübt werden, bezeichnet man Bewegungsjagden, bei denen im Offenland mit Schrot meist auf Hasen, Federwild oder Füchse gejagt wird, als Treibjagd.

## Ablauf

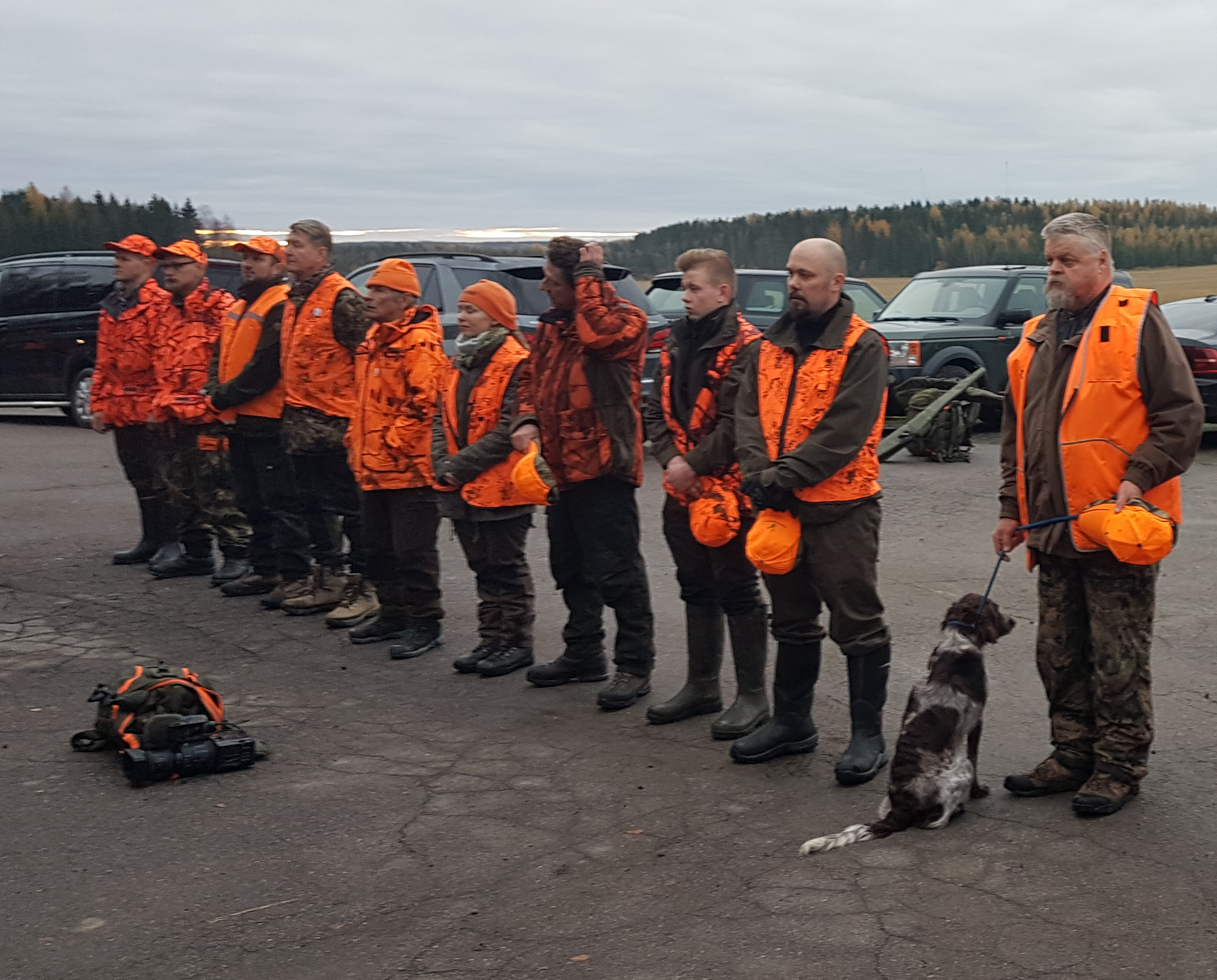
Sicherheitseinweisung durch den verantwortlichen Jagdleiter vor Beginn der Drückjagd

Drückjagden beginnen meist am frühen Morgen. Nach einer kurzen gemeinsamen Besprechung samt Sicherheitseinweisung für alle Beteiligten begeben sich Treiber sowie Hundeführer an ihre vorgesehenen Ausgangspositionen, während die Schützen ihre Stände beziehen, in dem Treiben, das meist einige hundert Hektar umfasst. Die Treiber versuchen anschließend zusammen mit den Hunden das Wild in Bewegung und zu den postierten Schützen zu bringen. Als Jagdhunde werden bei Drückjagden vorzugsweise eher kurzbeinige, spurlaute Stöberhunde eingesetzt, die langsamer sind als das Wild, dessen Fährte sie verfolgen, und es so aus seinen Einständen bewegen, ohne es zu hetzen. Für Drückjagden auf Wildschweine (Schwarzwild) verwendet man vorzugsweise besonders wildscharfe Hunderassen, wie den Deutschen Jagdterrier.
Aus hygienischen Gründen wird bei längeren Drückjagden teilweise eine Pause zum Aufbrechen eingelegt. Beginn und Ende der Jagd sind vorher zeitlich festgelegt oder werden flexibel per Jagdhorn oder Funk mitgeteilt.

## Sicherheit
Bei Drückjagden sind Sicherheitsvorkehrungen zu treffen. In Deutschland sind dabei insbesondere die Regelungen der Berufsgenossenschaft Landwirtschaft u. a. in der VSG-UVV-Jagd zu beachten.